# Fortunios Lied
Fortunios Lied (Originaltitel: La Chanson de Fortunio) ist eine französische Operette in einem Akt von Jacques Offenbach. Das Libretto schrieben ihm Hector Crémieux und Ludovic Halévy. Das kleine Werk – es dauert gerade mal 50 Minuten – hatte bei der Uraufführung am 5. Januar 1861 in Paris einen solch sensationellen Erfolg, dass das Publikum eine vollständige Wiederholung erzwang. 

## Orchester
Das Orchester ist mit zwei Flöten, zwei Oboen, zwei Klarinetten, zwei Fagotten, vier Hörnern, zwei Trompeten, drei Posaunen, Schlagzeug und Streichern besetzt.

## Handlung

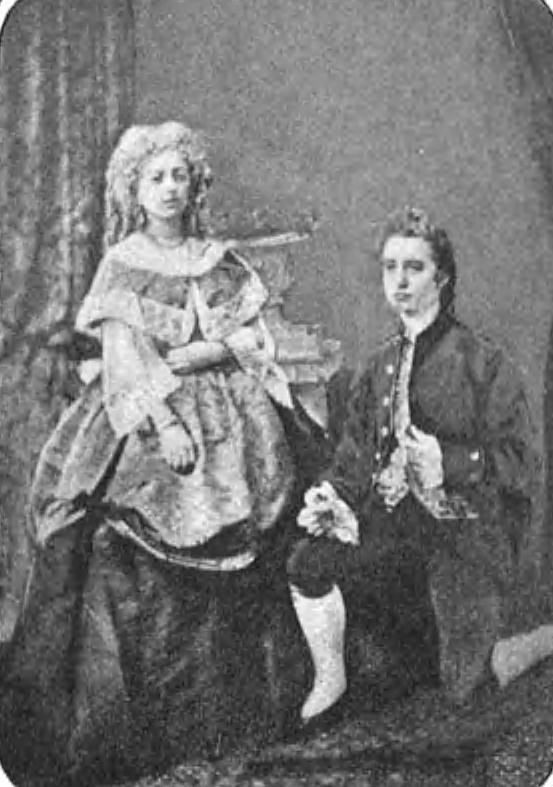
Valentin und Marie, Interpretiert von Gretchen Müller und Pauline Korolina Zerr

Die Operette spielt in einem Garten, der zu einem noblen Wohn- und Geschäftshaus in Paris zur Zeit Ludwig XVI. gehört. In ihm befindet sich ein Pavillon, und man sieht den Balkon des Hauses.
Der alternde Notar Fortunio erinnert sich nur zu gut daran, wie er einst als jugendlicher Draufgänger viele Frauenherzen brach. Hilfreich war ihm dabei immer ein Lied, das auf das weibliche Geschlecht eine wahre Magie ausübte. Obwohl er inzwischen ein Alter erreicht hat, in dem sich andere zur Ruhe setzen, hat er jetzt das erste Mal geheiratet. Weil Lorette, seine Frau, wesentlich jünger als er und zudem bildhübsch ist, plagt ihn die Eifersucht. 
Fortunios Gehilfen Valentin und Paul entdecken bei der Suche nach einer bestimmten Akte zufällig die Noten des legendären Liebesliedes, von dem ihnen der Meister schon so oft erzählt hat. Flugs machen sich die beiden daran, das Lied einzustudieren. Valentins Herz ist ohnehin schon für die neue Herrin entflammt, und so will er herausfinden, ob das Lied immer noch wirkt. Unter einem Vorwand schafft es Paul, seinen Chef aus dem Haus zu locken, damit Valentin seiner verehrten Dame ein Ständchen bringen kann. Der Gesang klappt auch ganz gut, aber von einer besonderen Wirkung des Liedes merkt Valentin nichts. Paul ergeht es genauso, als er das Lied der Köchin Babette vorträgt. 
Als Fortunio zurückkehrt und das heitere Treiben seiner Schreiber bemerkt, überkommt ihn die Wut. Fast schon grob packt er seine Frau und zieht sie mit sich. Doch bevor Laurette den Balkon verlässt, lässt sie noch schnell eine Rose fallen. Diese landet genau vor Valentins Füßen. Nun weiß er, dass Fortunios Lied immer noch eine magische Wirkung zu entfalten vermag.

## Aufnahmen / Tonträger
- Jacques Offenbach: Fortunios Lied (Aufnahme 1958) und Lieschen und Fritzchen (Aufnahme 1949). Joseph Offenbach, Fortunio. Sonja Schöner, Marie. Erna Maria Duske, Valentin. Ferry Gruber, Paul. NDR Chor und Rundfunkorchester Hamburg. Paul Burkhard, Dirigent. Cantus Classics (LC 03982) 5.01375, 2011, DNB 1013574613.